# Папротня (Седлецький повіт)
Папротня (пол. Paprotnia) — село в Польщі, у гміні Папротня Седлецького повіту Мазовецького воєводства.
Населення — 173 особи (2011).
У 1975-1998 роках село належало до Седлецького воєводства.

## Демографія
Демографічна структура станом на 31 березня 2011 року:
|          | Загалом | Допрацездатний вік | Працездатний вік | Постпрацездатний вік |
| -------- | ------- | ------------------ | ---------------- | -------------------- |
| Чоловіки | 88      | 25                 | 52               | 11                   |
| Жінки    | 85      | 18                 | 47               | 20                   |
| Разом    | 173     | 43                 | 99               | 31                   |